# 仙台有樹〜仙人の台座の木の語り〜
『仙台有樹〜仙人の台座の木の語り〜』（せんだいうじゅ〜せんにんのだいざのきのかたり〜、原題：仙台有树、英題：Love of the Divine Tree）は、狂上加狂による同名小説を原作とし、尹濤が監督を務め、鄧為、向涵之が主演するファンタジー時代劇ドラマ。
2025年2月7日よりiQIYIの恋恋劇場にて配信開始。

## あらすじ
仙道の天才・蘇易水は、18年前、師匠・沐清歌によって天命を変えられた。破天荒で「女魔王」とも呼ばれる沐清歌は、その事件により世間から誤解を受け、不名誉のうちに命を落とした。
18年後、沐清歌は薛冉冉として生まれ変わり、すでに西山派の掌門（門派の長）となった蘇易水は、病弱で瀕死の薛冉冉を弟子として迎え入れる。「今度こそ彼女を一生守り抜く」と誓った蘇易水と、生まれ変わった薛冉冉との間に、立場を逆転させた師弟の物語が始まる。

## キャスト

### 主演
| 俳優                             | 役             | 紹介 | 声優               |
| -------------------------------- | -------------- | --- | ------------------ |
| 鄧為 子供時代：傅鉑涵            | 蘇易水         | 平親王の息子。沐清歌の弟子であり、後に西山宗の宗主となる。化神境界の修為を持ち、神器「莫執剣」を操る。沐清歌を深く想い、後に薛冉冉を弟子に迎える。最終的に転生の樹を用いて沐清歌を蘇らせ、共に盾天を打ち倒し、世に平和を取り戻す。沐清歌との間に三人の子供を持ち、平凡な家庭生活を送る。 | 孫睿揚             |
| 向涵之 子供時代：史依可          | 沐清歌/薛冉冉  | 蘇易水の師匠。西山派の祖師であり、化神境界の修士。神器「青溟剣」を使用。後に転生の樹により薛冉冉として生まれ変わり、逆に蘇易水に師事することになる。蘇易水と共に盾天を打ち倒し、平和を取り戻す。蘇易水との間に三人の子供を持ち、共に平穏な日々を過ごす。 | 段藝璇             |
| 陳鑫海 童年：張景禕              | 蘇域           | 監国太子。蘇易水の従兄にあたる。沐清歌に恋心を抱いており、幼少の頃から縁がある。弟の救援を沐清歌に頼んだ際に、弟が実は皇位簒奪を企んでいたことを知り、絶望し死期を悟る。憎しみのまま盾天に協力しようとしたが、最終的には悔い改め、金の錐で自らの心臓を刺して命を絶つ。 | 涂雄飛             |
| 張維娜 童年：儲嘉欣 前世：李佳洁 | 沐冉舞         | 沐清歌の妹。蘇域に恋心を抱いている。幼少時より姉と共に放浪生活を送り、後に夜心に引き取られて育つ。利己的で嫉妬深く、姉の持つすべてを妬み、魂を喰らう鎖「噬魂鎖」を用いて沐清歌の霊根と霊力を奪う。しかし玄門の陣法によって共に滅ぼされる。後に蘇易水の転生の樹により転生し、沐清歌の名を持って蘇域に近づき、太子妃の座を狙う。                                                                                        | 原声/ 前世：王婧儿 |
| 張睿                             | 夜心/盾天/術士 | 九華派の祖師。百年前に人魔王を討ち仙界へ飛昇した仙人であるが、妻・容姚と2人の娘を戦場で失い、深い後悔を抱える。家族を甦らせるため仙籍を捨て、堕仙「夜心」となり、「碧海青天夜夜心（青い海と天の下、毎晩心は嘆く）」という詩のように哀しみに染まる。三千界を開いて別の世界に戻るため滅世の陣を企てる。人間界では「術士」として潜伏し、平親王府に入り込み、幼い蘇易水の心に霊泉を滴らせ、苦しみに満ちた人生を歩ませた。 | 原声/ 術士：盧力峰 |

### 共演
| 俳優                  | 役           | 紹介 | 声優   |
| --------------------- | ------------ | --- | ------ |
| 鄧凱 子供時代：徐一明 | 魏糾         | 赤門の尊上であり、魔修の第一人者。幼少期から父親に過酷な鍛錬を受けさせられ、力を得た一方で心に歪みが生じ、短気かつ復讐心の強い性格となる。ただし根は素直で人を信じやすく、蘇易水にたびたび利用された。屠九鳶との交流の中で愛情に気づき、最終的に彼女や仲間たちと共に盾天と戦う。 | 江先   |
| 程梓 子供時代：李媛媛 | 屠九鳶       | 赤門の長老で魏糾の幼馴染であり、彼の師姉。先代門主から魏糾を陰ながら支えるよう命じられ、彼の鍛錬のために敵役を演じる。魏糾を想っているが、彼の冷たい態度に傷つき、妊娠後は赤門を離れる。様々な出来事を経て盾天との戦いに加わり、最終的に魏糾と共に赤門を再建する。               | 賀文瀟 |
| 何涌生                | 老門主       | 赤門の先代門主。 |        |
| 王瑞子                | 周飛花       | 蘇域の妻で、「周美人」とも呼ばれる。沐清歌とは長年の親友で、率直で誠実な性格。 |        |
| 趙奐然                | 王遂枝       | 沐清歌の弟子で蘇易水の師兄。善良かつ純粋だが修行の才能は平凡。気運を観る能力に長けている。沐冉舞に命を救われて以来彼女に恋心を抱き、後に彼女を守るために命を落とす。 |        |
| 曹煜辰                | 曾易         | 沐清歌の十四番目の弟子で、蘇易水の師兄。器修で兵器の製作に長ける。沐清歌が討伐された後、他の門派に屈することを拒み片腕を失うも蘇易水に救われる。薛冉冉をずっと守り続ける。 |        |
| 王庭旭                | 羽臣         | 蘇易水の側近の従者。 |        |
| 胡嘉欣                | 羽童         | 蘇易水の側近の従者。 |        |
| 扈帷                  | 白柏山       | 蘇易水の一番目の弟子で薛冉冉の師兄。金と水の双霊根を持ち、天賦に優れる。傲慢な性格で師弟間でも高圧的に接する。後に魔教の赤門により罠に嵌められ師門を追放されるが、薛冉冉の嘆願により蘇易水から再びチャンスを与えられ、人柄が大きく成長。最終的に西山宗の宗主となる。             |        |
| 閔星翰                | 高倉         | 蘇易水の二番目の弟子で薛冉冉の師兄。土霊根で修行の才能は乏しいが、率直で誠実。師妹の丘喜児に好意を抱いている。 |        |
| 艾米                  | 丘喜儿       | 蘇易水の三番目の弟子で薛冉冉の師姉。火霊根を持ち、他人の感情の「匂い」を感じ取る特殊な能力を持つ。天真爛漫で前向きな性格。薛冉冉とは親友で、彼女と蘇易水の関係をよくからかう。                                                                                                   |        |
| 李若嘉                | 温紅扇       | 空山派の長老。賢くて優しく善良な人柄。蘇易水が「蘇程」と名乗り九華派に潜入していた時期に一目惚れするも、彼が沐清歌に恋したと知って想いを断つ。その後も彼を助けるため尽力する。                                                                                                   |        |
| 夏志遠                | 酒老仙       | 自由気ままな散修で、薬老仙の弟。独りで静かに暮らすのを好むが、義理堅く友人には全力で尽くす。美酒好きで、美酒さえあれば頼みは断らない。 |        |
| 何中華                | 薬老仙       | 酒老仙の兄。 |        |
| 白澍                  | 梁無夢       | 高位の修士で、沐清歌・酒老仙の親友。世俗を離れた平穏な生活を好む。沐清歌の死を深く悲しみ、真相を知らずとも彼女を信じ続ける。 |        |
| 沈保平                | 皇帝         | |        |
| 邵昊林                | 二皇子       | |        |
| 姜晨                  | 三皇子       | 康王，蘇堰。 |        |
| 王九勝                | 宗親王       | 蘇域の父親。 |        |
| 章呈赫                | 平親王       | 蘇易水の父親。 |        |
| 張穎冰                | 江夫人       | 蘇易水の母親。 |        |
| 文苡帆                | 衛放         | 九華派の弟子。 |        |
| 李欣澤                | 霊泉         | 人魔王。 | 路揚   |
| 陳思佚                | 蘇小小       | 蘇易水の妹で平親王の庶女。他の皇子たちからの差別と苦労を共にし、兄とは深い絆で結ばれていた。平親王の謀反が失敗した後、宗親王によって捕らえられ、牢獄で非業の死を遂げる。 |        |
| 聶子皓                | 言良玉       | 九華派の長老・開元真人の愛弟子。蘇易水の元兄弟弟子であり、温紅扇を巡って彼に対抗心を抱いていた。幽界での出来事を経て和解する。 |        |
| 田倚凡                | 温易安       | 空山派の掌門で、温紅扇の師匠。 |        |
| 劉哲尔                | 陸允         | 飛雲派の掌門。温易安らと協力関係にある。 |        |
| 劉秀                  | 蒼恒君       | 正陽派の掌門。開元真人などと協力関係にある。 | 李宇峰 |
| 馬敬涵                | 開元真人     | 九華派の掌門。玄門内では高い地位と影響力を誇るが、殺意を抑えきれず修為が進まず天劫に直面。転生した沐冉舞を利用して天劫を避けようとしたが逆に反撃され、修為と名誉の両方を失う。                                                                                                   | 敖磊   |
| 王珮寒                | 容姚         | 盾天の妻。かつて盾天が人魔王を討ち取って成仙するため、妻子を救うことを選ばなかった結果、容姚と娘たちは人魔王の手下に殺される。死後、怨霊と化し、数百年もの間怨気を抱き続ける。                                                                                                   |        |
| 劉禹潞飛              | 玉児         | 盾天の長女。 |        |
| 張一雯                | 婉児         | 盾天の次女。 |        |
| 周俞辰                | 青羅         | 小青龍。神龍島に住む。孟章が看守していた龍の卵が失われたが、後に見つかって人の姿に変化する。 |        |
| 趙柯                  | 鳳眸         | 龍神で、青羅の母。 | 劉芊含 |
| 陳思澈                | 孟章         | 青龍。神龍の子の卵を見守る役目だったが、遊び心から神龍島を離れ、人間と恋に落ちる。 |        |
| 張弓                  | 柳老頭／柳郎 | 孟章の恋人。彼女を蘇らせるため夜心に唆され、霊泉の魔気に取り憑かれ、七邪化形の呪法を用いて孟章の龍霊を自らの体に閉じ込めた。 |        |
| 于小鳴                | 秦玄酒       | 沐清歌の最後の弟子で、校尉将軍。 |        |
| 趙子琪                | 五娘         | 秦玄酒の養母で、宿屋の女将。 |        |
| 釈恒毅                | 小地仙       | |        |
| 馮奕哲                | 伍大尤       | 五娘の息子。 |        |
| 郭鑫                  | 林燁庭       | 沐冉舞の弟子で、林相の息子。傲慢で尊大、他人を見下す性格で、「沐清歌」の名声と皇族の力を笠に着て悪事を働く。 |        |
| 劉屹宸                | 老馮         | 夜心が人間界に残した一片の分身。蘇域の側近で異人館の仙師。 |        |
| 郭昊鈞                | 岳勝         | 蘇易水が記憶を失っていた時期に取った弟子。 |        |
| 付彦丹                | 沈闊         | 蘇易水が記憶を失っていた時期に取った弟子。 |        |
| 童羿琅                | 无覓         | 蘇域の影衛（影の護衛）。蘇域に絶対の忠誠を誓う。 |        |

## 制作
このドラマは2023年10月12日にクランクインし、2024年2月19日にクランクアップ。